# Look for Me in the Whirlwind
Look for Me in the Whirlwind est un livre publié par les Panther 21 après l'affaire juridique qui les voit emprisonnés puis innocentés.

## Historique
Les Panther 21 le présentent comme une « autobiographie collective ». Elle comporte des écrits de différents genres, certains d'entre eux rédigés par Kuwasi Balagoon.